# Full Moon (EP)
Full Moon é o EP de estreia do cantora sul-coreana Sunmi. Foi lançado pela JYP Entertainment em 17 de fevereiro de 2014.

## Antecedentes e lançamento
Em agosto de 2013, foi anunciado que Sunmi voltaria a sua carreira musical como artista solo sob a JYP Entertainment e Park Jin-young assumiria sua produção completa, incluindo coreografia, videoclipe, roupas e a música. Em 11 de agosto, Sunmi foi anunciada para fazer sua estreia solo com "24 Hours". O videoclipe da música foi lançado em 20 de agosto de 2013, seguido por sua estreia na televisão em 22 de agosto, no M Countdown. O single digital foi lançado em 26 de agosto. "24 Hours" ficou em número 2 na lista semanal Gaon Digital Chart e classificou em número 3 na Korea K-Pop Hot 100.
Em 31 de janeiro, foi revelado que Sunmi lançaria seu primeiro EP em fevereiro. Sunmi agendou seu retorno para 17 de fevereiro. Em 6 de fevereiro, Sunmi revelou o título do álbum que seria Full Moon. Em 10 de fevereiro, a lista de faixas do álbum foi lançada, onde revelou que Yubin de Wonder Girls, Jackson de Got7 e uma trainee da JYP, Lena Park, participariam de algumas faixas. O álbum também inclui o single "24 Hours". "Full Moon", uma dupla de Sunmi com Lena Park, foi lançado no dia 17 de fevereiro, juntamente com o álbum e o videoclipe. A canção ficou em número 2 na lista semanal Gaon Digital Chart e classificou em número 3 na Korea K-Pop Hot 100.

## Lista de faixas
| N.º            | Título                                                              | Letras               | Música                                     | Duração |  |
| 1.             | "Full Moon" (보름달; Boreumdal; com Lena Ahn)                       | Brave Brothers       | Brave Brothers Elephant Kingdom Nat Powers | 3:23    |  |
| 2.             | "24 Hours" (24시간이 모자라; Isipsasigani Mojara)                   | Park Jin-young       | Park Jin-young                             | 3:23    |  |
| 3.             | "Burn"                                                              | Tommy Park Raphael   | Tommy Park Raphael                         | 3:30    |  |
| 4.             | "Who Am I" (내가 누구; Naega Nugu; com Yubin)                       | Kim Eun-su Yubin     | East4a                                     | 3:54    |  |
| 5.             | "Frozen in Time" (멈춰버린 시간; Meomchwobeorin Sigan; com Jackson) | Chloe                | Nodae Bjerk                                | 3:40    |  |
| 6.             | "If That Was You" (그게 너라면; Geuge Neoramyeon)                   | Ha:tfelt Lee Woo-min | Ha:tfelt Lee Woo-min                       | 3:49    |  |
| Duração total: | Duração total:                                                      | Duração total:       | Duração total:                             | 22:39   |  |

## Desempenho nas paradas musicais
| Parada (2014)             | Melhor posição |
| ------------------------- | -------------- |
| Gaon Weekly Albums Chart  | 12             |
| Gaon Monthly Albums Chart | 23             |

## Histórico de lançamento
| Região        | Data                    | Formato             | Gravadora                  |
| ------------- | ----------------------- | ------------------- | -------------------------- |
| Coreia do Sul | 17 de fevereiro de 2014 | CD Download digital | JYP Entertainment KT Music |
| Mundialmente  | 17 de fevereiro de 2014 | Download digital    | JYP Entertainment          |